# Protosticta kinabaluensis
Protosticta kinabaluensis là loài chuồn chuồn trong họ Platystictidae. Loài này được Laidlaw mô tả khoa học đầu tiên năm 1915.